# 木下延重
木下 延重（きのした のぶしげ）は、安土桃山時代の武将、大名。豊臣家の家臣。官位は従五位下周防守、通称は与右衛門で、織田氏の出身ではあるが、木下与右衛門を称した。豊臣政権の奉行衆の1人。

## 略歴
木下周防守の子で、同じく豊臣秀吉に仕える。
天正12年（1584年）、小牧・長久手の戦いに鉄砲組頭として従軍。天正18年（1590年）の小田原の役でも銃士200名を率いた。
文禄・慶長の役では秀吉本陣の御弓鉄砲衆として250名を率いて肥前国名護屋城に駐屯した。
文禄2年（1593年）12月から翌年にかけて、豊臣秀次の検地奉行として尾張国海東郡を担当。
文禄4年（1595年）正月の秀吉の草津湯治に同行して石川組と福島宿の警護に当たった。慶長3年（1598年）の醍醐の花見では西の丸殿（淀殿のこと）に随従。秀吉の死後、遺物金五枚を受領した。
慶長4年（1599年）に播磨国内で2万石を領した。
慶長5年（1600年）、関ケ原の役では西軍に属して、鉄砲大将として伏見城の戦いに参加。本戦の参加の可能性もある。戦後、改易となって所領は没収された。